# Cementerio de Salt Lake City
El Cementerio de Salt Lake City (en inglés: Salt Lake City Cemetery) se encuentra en el vecindario de Las avenidas de Salt Lake City, Utah, al oeste de los Estados Unidos. Aproximadamente 120.000 personas están enterradas en el cementerio. Muchos líderes políticos y religiosos, sobre todo muchos líderes de La Iglesia de Jesucristo de los Santos de los Últimos Días (Iglesia, Mormona) se encuentran en el cementerio. Abarca más de 250 acres (1,0 kilómetros cuadrados) y tiene 91/2 millas de carreteras. Es el mayor cementerio gestionado por una ciudad que funciona en los Estados Unidos.
El primer entierro tuvo lugar el 27 de septiembre de 1847, cuando George Wallace enterró a su hija, Mary Wallace. El entierro fue dos meses después de que los pioneros mormones había llegado al Valle Salt Lake. En 1849, George Wallace, Daniel H. Wells y Joseph Heywood rservaron 20 acres (81.000 m²) en el mismo lugar de las sepulturas de la zona.